# Melanie Grube
Melanie Grube (* als Melanie Wolgast; 9. Juni 1981 in Schwedt) ist eine deutsche Florettfechterin und deutsche Meisterin.

## Leben
Melanie Grube war von 2002 bis 2013 Sportsoldatin der Bundeswehr, zuletzt im Range eines Oberfeldwebels und studiert an der Europäischen Fernhochschule Hamburg Betriebswirtschaft. Sie begann mit acht Jahren mit dem Fechtsport. Seit 2005 gehörte sie dem deutschen Nationalkader an, in der Saison 2010/11 erstmals dem A-Kader. Grube wurde von Ingo Weißenborn trainiert und startete für den FC Tauberbischofsheim.
2013 beendete sie ihre aktive Karriere.
Der erste große Wettbewerb der Tauberbischofsheimerin waren die Juniorenweltmeisterschaften 2000, wo Wolgast mit der deutschen Mannschaft die Silbermedaille gewann. 2002 gewann sie Silber mit der Mannschaft bei den Deutschen Meisterschaften. Im Seniorenbereich kam ihr Durchbruch dennoch erst 2005, als sie bei den Deutschen Meisterschaften die Bronzemedaille im Einzel und Gold mit der Mannschaft gewann. Beim Grand Prix in Seoul belegte sie Rang drei. Die Europameisterschaften in Gent beendete sie 2007 als 27. 2008 gewann Wolgast erneut Bronze im Einzel und Gold mit der Mannschaft bei den Deutschen Meisterschaften. Für die Olympischen Spiele von Peking qualifizierte sie sich als Ersatzfrau hinter Carolin Golubytskyi, Anja Schache und Katja Wächter. Zudem wurde sie 2009 und 2010 erneut Dritte bei den deutschen Meisterschaften und gewann dort wie 2008 den Titel mit der Mannschaft.